# Champion, Alberta
Champion är en ort i Kanada. Den ligger i provinsen Alberta, i den södra delen av landet, 2 800 km väster om huvudstaden Ottawa. Champion ligger 960 meter över havet och antalet invånare är 378.
Terrängen runt Champion är platt, och sluttar österut. Trakten runt Champion är nära nog obefolkad, med mindre än två invånare per kvadratkilometer.. Närmaste större samhälle är Vulcan, 19,8 km norr om Champion.
Trakten runt Champion består till största delen av jordbruksmark.